# Unisan
Unisan è una municipalità di quarta classe delle Filippine, situata nella Provincia di Quezon, nella regione di Calabarzon.
Unisan è formata da 36 baranggay:
- Almacen
- Balagtas
- Balanacan
- Bulo Ibaba
- Bulo Ilaya
- Bonifacio
- Burgos
- Cabulihan Ibaba
- Cabulihan Ilaya
- Caigdal
- F. De Jesus (Pob.)
- General Luna
- Kalilayan Ibaba
- Kalilayan Ilaya
- Mabini
- Mairok Ibaba
- Mairok Ilaya
- Malvar

- Maputat
- Muliguin
- Pagaguasan
- Panaon Ibaba
- Panaon Ilaya
- Plaridel
- Poctol
- Punta
- R. Lapu-lapu (Pob.)
- R. Magsaysay (Pob.)
- Raja Soliman (Pob.)
- Rizal Ibaba
- Rizal Ilaya
- San Roque
- Socorro
- Tagumpay
- Tubas
- Tubigan